# Alerte populaire orthodoxe
Pour les articles homonymes, voir Laos (homonymie).

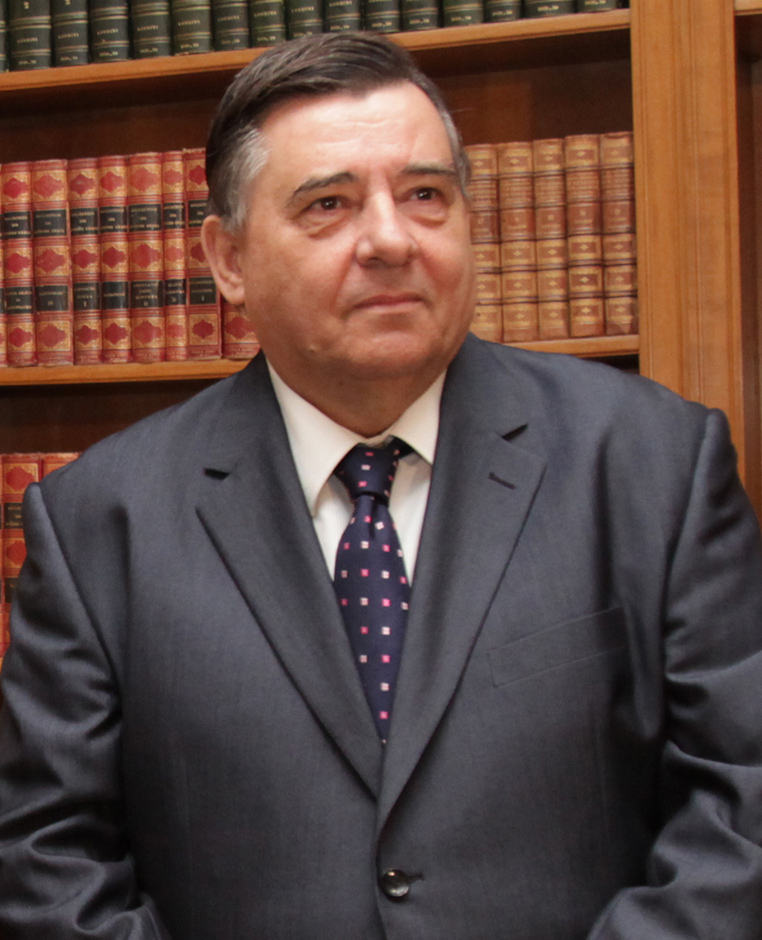

L’Alerte populaire orthodoxe (en grec, Λαϊκός Ορθόδοξος Συναγερμός (Laïkos Orthodoxos Synagermos), abrégé en LAOS en français : « peuple ») est un parti politique grec d’extrême droite, d'inspiration conservatrice et nationaliste, fondé en 2000 et qui appartenait au groupe Europe libertés démocratie de 2009 à 2014.

## Histoire
En 2000, à la suite de son exclusion de la Nouvelle Démocratie, Georgios Karatzaferis (en), journaliste de formation, fonde un parti rassemblant la droite nationaliste et traditionaliste.
Jusqu'à la fin des années 1990, le souvenir de la junte des colonels, une dictature d’extrême droite, rendait difficile le retour sur la scène politique d'un parti d’extrême droite. En revanche, souligne le journaliste Dimitri Psarras, « au cours des années 1990, l’afflux soudain d’immigrés clandestins a alimenté le succès des thèses xénophobes et la question du nom de la République de Macédoine a renforcé les nationalistes les plus virulents. Le Laos a été créé l’année où le gouvernement socialiste a décidé de retirer la mention de la religion sur les cartes d’identité, suscitant la colère de l’Église orthodoxe. Le Laos a toujours revendiqué sa proximité avec l’Église et défend avec ferveur l’identité orthodoxe. »
La formation présente des candidats aux élections législatives de 2004 et rassemble 2,20 % des suffrages, n'obtenant aucun député au Parlement grec. En revanche, lors des élections législatives de 2007, le LAOS recueille 3,8 % des voix et 10 sièges.
Le 4 octobre 2009, lors des élections législatives, le LAOS obtient 386 152 voix (5,63 %) et 15 députés. Dès 2009, le leader du Laos propose le nom de Loukás Papadímos, ancien gouverneur de la Banque de Grèce puis vice-président de la Banque centrale européenne, pour diriger le pays.
Le 11 novembre 2011, deux membres du LAOS font leur entrée dans le gouvernement d'union nationale dirigé par Loukás Papadímos, Mavroudís Vorídis devenant ministre des Transports et des Infrastructures et Adonis Georgiades secrétaire d'État au Développement, à la Compétitivité et aux Affaires maritimes. Le LAOS s'est cependant retiré du gouvernement le 10 février 2012 par opposition au plan d'austérité présenté par Loukás Papadímos.
Cette courte participation au gouvernement est fatale au parti, qui perd son « attractivité populiste » et son image de parti en rupture avec le système politique traditionnel. Il est également concurrencé par la montée du parti néo-nazi Aube Dorée.
À l'occasion des élections législatives anticipées de mai 2012, la formation perd tous ses élus au Parlement grec, n'obtenant que 2,9 % des suffrages exprimés.
Lors des élections européennes de 2014, le LAOS remporte 154 027 voix, soit 2,69 % et perd sa représentation européenne.
À la suite de ces mauvais résultats, plusieurs des dirigeants du LAOS abandonnent le parti et rejoignent Nouvelle démocratie. C'est notamment le cas de Spyrídon-Ádonis Georgiádis (nommé ministre de la Croissance et des investissements dans le gouvernement de Kyriakos Mitsotakis) ou encore de Mavroudís Vorídis (devenu ministre de l'Agriculture et porte-parole de Nouvelle démocratie).

## Idéologie
Le programme du LAOS s'articule autour de : 
- La dénonciation d'une immigration considérée comme massive : selon Georgios Karatzaferis, « 1,6 million d'entre eux [les immigrants] devraient partir » ;
- La baisse drastique des impôts sur les sociétés et les ménages. Ainsi, les couples disposant de moins de 15 000 euros de revenus annuels devraient être exemptés de l'impôt sur le revenu ;
- L'opposition à une constitution européenne qui renforcerait le contrôle des États-Unis sur l'Europe. Par ailleurs, le LAOS se déclare fermement opposé à l'entrée de la Turquie dans l'Union européenne ;
- La non-reconnaissance de la république de Macédoine sous son nom actuel.

Le LAOS n'est pas nécessairement considéré comme un parti extrémiste par les médias grecs et ceux-ci ne l'ont donc jamais ostracisé.  Pourtant, selon le journaliste Dimitri Psarras, auteur d’une biographie sur le fondateur du parti, ses représentants pratiquent un double langage : « Sur les grands médias, ils s’affirment démocrates et tolérants, et sur la chaîne privée du fondateur du parti, ils attaquent les immigrés clandestins, les Juifs, les francs-maçons, tous considérés comme les ennemis de la nation ».
Le parti est aussi fortement attaché aux valeurs religieuses traditionnelles et manifeste de l'antisémitisme.
Le parti est apprécié par le patronat et défend le libéralisme économique. Il est le seul parti d’opposition à soutenir les mesures d’austérité réclamées par la Commission européenne dès 2010.

## Affiliations européennes
Le LAOS a fait partie de l'Alliance des démocrates indépendants en Europe de sa création en 2005 jusqu'à sa dissolution en 2008. Il a ensuite été membre du Mouvement pour l'Europe des libertés et de la démocratie de 2011 à 2015.

## Résultats électoraux

### Élections parlementaires
| Année   | Voix               | %                  | Rang               | Sièges             | Gouvernement                                  |
| ------- | ------------------ | ------------------ | ------------------ | ------------------ | --------------------------------------------- |
| 2004    | 162 492            | 2,2                | 5e                 | 0 / 300            | Extra-parlementaire                           |
| 2007    | 271 764            | 3,8                | 5e                 | 10 / 300           | Opposition                                    |
| 2009    | 386 152            | 5,6                | 4e                 | 15 / 300           | Opposition (2009-2011), Papadímos (2011-2012) |
| 05/2012 | 183 467            | 2,9                | 9e                 | 0 / 300            | Extra-parlementaire                           |
| 06/2012 | 97 099             | 1,6                | 9e                 | 0 / 300            | Extra-parlementaire                           |
| 01/2015 | 63 692             | 1,0                | 11e                | 0 / 300            | Extra-parlementaire                           |
| 09/2015 | Ne se présente pas | Ne se présente pas | Ne se présente pas | Ne se présente pas | Ne se présente pas                            |
| 2019    | Ne se présente pas | Ne se présente pas | Ne se présente pas | Ne se présente pas | Ne se présente pas                            |

### Élections européennes
| Année | Voix    | %   | Rang | Sièges | Groupe  |
| ----- | ------- | --- | ---- | ------ | ------- |
| 2004  | 252 429 | 4,1 | 5e   | 1 / 24 | IND/DEM |
| 2009  | 366 615 | 7,2 | 4e   | 2 / 22 | ELD     |
| 2014  | 154 027 | 2,7 | 8e   | 0 / 21 |         |
| 2019A | 69 528  | 1,2 | 12e  | 0 / 21 |         |

A En coalition avec l'Union radicale patriotique (el) d'Elefthérios Synadinós.